# Kennedy (Nueva York)
Kennedy es un lugar designado por el censo ubicado en el condado de Chautauqua en el estado estadounidense de Nueva York. En el año 2010 tenía una población de 465 habitantes.

## Geografía
Kennedy se encuentra ubicado en las coordenadas 42°9′58.14″N 79°6′44.31″O / 42.1661500, -79.1123083.